# Guy Forzy
Guy Forzy,  né le 17 décembre 1925 au Douar Béni-Maida, dans le département de Tiaret, en Algérie française, et mort le 15 décembre 2015 à Auch, dans le Gers, en France, est un ancien délégué interministériel aux rapatriés de 1995 à 1997, figure de la Guerre d'Algérie, et partisan de l'Algérie Française, défenseur de la cause harki et des Pieds-noirs. Il participe au sein du 2e régiment de spahis algériens au débarquement de Provence puis à la libération de la France en 1945.

## Biographie

### Famille
La famille de Guy Forzy était implantée dans la région de Miliana en Algérie depuis 1850. Ses parents étaient Pierre Forzy et Jeanne Berger-Vachon.
Guy Forzy épousera en 1956 Marie-Claire Meynier. Ils auront 6 enfants, Jean-Baptiste (décédé), Gilles-Marie, Aimery, Christilla, Sophie, Édouard.

### Jeunesse
En 1944, à 18 ans, il interrompt ses études, engagé volontaire, il débarque en Provence, participe à la libération de la France au sein du 2e régiment de spahis algériens, sert aux côtés de son frère Aimery durant les combats des Vosges et d'Alsace puis à la campagne d'Allemagne. Il finit la guerre sur les bords du Lac de Constance. Il est cité à l'Ordre du régiment et décoré Croix de guerre 1939-1945 et Commandeur de la Légion d'Honneur. Plus tard, il est démobilisé, il retourne en Algérie comme agriculteur.

### Engagement pour l'Algérie française
En 1955, il se porte volontaire comme officier de renseignement au Deuxième Bureau, qui manque alors de cadres parlant arabe et connaissant bien la région montagneuse de l'Ouarsenis. Il enchaîne plusieurs missions, et est nommé Capitaine après être passé par l'École militaire de Cherchell et l'École de cavalerie de Saumur.
En janvier 1960, opposé à la proposition d'autodétermination du président Charles de Gaulle, et à la suite du rappel à Paris du général Massu, il va participer comme second de Pierre Lagaillarde à la Semaine des barricades. Un millier de civils prennent les armes et se retranchent au cœur de la Faculté d'Alger. Il est connu pour avoir tenu l'essentiel des négociations difficiles avec les généraux Maurice Challe, Jean Gracieux et les colonels Argand, Broizat, Dufour et bien d'autres, mais également avec Delouvrier avec lequel, il fut opposé. Il obtint la constitution pour sortir dans l'honneur et en ordre des barricades. Les insurgés volontaire rejoignent en unité constitué le Commando Alcazar, attaché au 1er REP, que va commander Guy Forzy. Ils ne sont pas poursuivis. Parmi eux, se trouvent de nombreux cadre de ce qui deviendra un an plus tard l'OAS, tels que Jean-Jacques Susini, Jean-Claude Perez, ou encore Jean-Louis Blanchy.
En avril 1960, après avoir mené quelques missions aux côtés des légionnaires du 2e REP, mais freiné en partie par le colonel Darmuzai, il est expulsé d'Algérie et assigné à résidence près de Vic-Fezensac, à Castillon-Debats. Il va désormais vivre au loin des événements. Après le Putsch des généraux et les Accords d'Évian, l'ensemble des fermes de son père Pierre Forzy, situées au Sersou, sont perquisitionnées et désarmées par les unités de Gendarmerie mobile. Hubert Forzy, son plus jeune frère, est emmené pour être interné au camp de Djorf.

### Retour en France
Guy Forzy se réinstalle à Fleurance dans le Gers comme agriculteur. Il fonde en 1970 les Comités de défense des Agriculteurs rapatriés, qui va s'opposer aux saisies des fermes de Pieds-noirs réinstallés. Il organise des irruptions dans les préfectures, des interruptions de saisies, des refus de payer l'impôt, mais surtout l'invasion de la Cour des Comptes à Paris.
En 1975, il fonde avec Jacques Roseau (assassiné en 1993), le Recours-France, qui incarnera pendant plus de 15 ans, le principal lobby pied-noir, capable dans les années 1980 de faire basculer plusieurs dizaines de circonscriptions à droite ou à gauche en fonction de l'avancée des dossiers. Le Recours jouera également un rôle dans les différentes élections présidentielles. Sa victoire la plus symbolique sera le vote de la loi réhabilitant les partisans de l'Algérie française dite loi d'Amnistie des Généraux obtenue le 23 novembre 1982.
En 1984, à l'occasion du 40e anniversaire du débarquement en Provence, il crée le « Mémorial national de la France d'outre-mer ».
En 1995, Guy Forzy est nommé au poste de délégué interministériel aux rapatriés dans le gouvernement d'Alain Juppé.
En 1997, il se retire dans sa ferme près de Fleurance et cesse toute action politique.
Guy Forzy meurt à Auch (Gers) le 15 décembre 2015, à l'âge de 90 ans.

### Rubans
|  |  |  |
|  |  |  |

### Intitulés
- Commandeur de la Légion d'honneur ;
- Croix de guerre 1939-1945 avec 1 citation ;
- Croix du combattant ;
- médaille commémorative de la guerre 1939-1945 ;
- médaille commémorative des opérations de sécurité et de maintien de l'ordre en Afrique du Nord (1958) avec agrafes « Algérie » ;

## Publications
- Ça aussi, c'était De Gaulle ! par Guy Forzy, édition Dualpha.
- 26 mars 1962, L'ordre règne sur Alger, Capitale de la France en guerre (1942-1944), par Guy Forzy, édition Elzevier.